# Яффский апельсин
Яффский апельсин (араб. برتقال يافا, ивр. תפוז יפו) — апельсиновый сорт с небольшим количеством косточек и плотной кожурой, что делает его особенно подходящим для экспорта.
Этот сорт, выведенный арабскими фермерами в середине XIX века, получил своё название от города Яффа, где его впервые начали выращивать на экспорт. Апельсин считался основным экспортным цитрусовым продуктом города. Наряду с померанцем он является одним из трёх основных сортов, выращиваемых в Средиземноморье, Южной Европе и на Ближнем Востоке. Яффские апельсины выращиваются в Израиле, Палестине, Кипре, Ираке, Ливане, Сирии, Иордании и Турции.
Во время первой волны еврейской иммиграции в Палестину выращивание апельсиновых деревьев и экспорт апельсинов были совместным предприятием евреев и арабов, базировавшимся в порту Яффы.

## Характеристики
Яффские апельсины, также известные как шамути, практически не содержат косточек, а их вкус описывают как «превосходный» и «сладкий и изысканный». Два других основных сорта апельсинов, выращиваемых в регионе, — это пупочные апельсины и горькие апельсины; последние выращивают в Иране ради кожуры. Яффский апельсин отличается овальной формой и толстой кожурой насыщенного оранжевого цвета, которую обычно очень легко снять с плода. Его жёсткая кожура делает его «особенно подходящим для экспорта». Поскольку он даёт очень мало сока и имеет тенденцию к отсроченной горечи, он не подходит для производства сока, хотя хорошо хранится.
Эти апельсины очень устойчивы к холоду, что позволяет выращивать их за пределами субтропических регионов, где обычно выращивают апельсины. Яффские апельсины подвержены альтернариозу, разновидности грибка, и склонны к периодической плодоноске.

## История
Расположенный на перекрёстке дорог между Африкой, Западной Азией и Европой, Левант производил ряд товаров для экспорта через имперские и глобальные сети распределения на протяжении позднего османского периода (1200—1900 гг. н. э.). Среди них были набульское мыло, сахар, ячмень, апельсины и хлопок. Хотя хлопок оставил свой след во всём регионе, единственным товаром, который остаётся символом производства в Палестине, является яффский апельсин.
Яффский апельсин являлся новым сортом, выведенным арабскими фермерами после появления в середине XIX века в результате мутации на дереве сорта «Балади» недалеко от города Яффа. В то время как кислый апельсин (C. aurantium) был завезён на запад из Китая и Индии местными торговцами, которые, возможно, завезли его на Сицилию и в Испанию, яффский апельсин был выведен из сладкого апельсина (C. sinensis), который выращивался в Китае и экспортировался в Средиземноморский регион португальским исследователем Васко да Гамой в 1498 году.
После Крымской войны (1853—1856 гг.) самым важным нововведением в местном сельском хозяйстве стало быстрое распространение выращивания цитрусовых. Самым популярным сортом был яффский (шамутийский) апельсин, и упоминания о его экспорте в Европу впервые появляются в отчётах британских консулов в 1850-х годах. Одним из факторов, повлиявших на рост экспортного рынка, было появление пароходов в первой половине XIX века, которые позволяли экспортировать апельсины на европейские рынки за несколько дней, а не недель. Другой причиной, по которой отрасль росла, было относительное отсутствие контроля со стороны европейцев над выращиванием апельсинов по сравнению с хлопком, который раньше был основной товарной культурой в Палестине, но уступил место яффским апельсинам.
Экспорт вырос с 200000 апельсинов в 1845 году до 38 миллионов апельсинов к 1870 году. Цитрусовые плантации того времени в основном принадлежали богатым палестинским торговцам и знати, а не мелким фермерам, поскольку выращивание фруктов требовало больших капиталовложений и не приносило урожая в течение нескольких лет. Плоды с этикеткой «Jaffa» впервые появились на рынке в 1870 году благодаря колонии немецких темплеров. В 1872 году европейский путешественник, описывая Яффу, отмечает, что вокруг Яффы раскинулись апельсиновые сады, за которые её справедливо восхваляют и которые являются значительным источником дохода для владельцев. Годовая стоимость фруктов, выращенных в Яффе, оценивалась в 10000 фунтов. В 1880-х годах американский фермер Х. С. Сэнфорд пытался выращивать яффские апельсины во Флориде.
Процветание апельсиновой промышленности вызвало повышенный интерес европейцев и их участие в развитии Яффы. В 1902 году в отчёте о росте апельсиновой промышленности, составленном официальными лицами, были указаны различные владельцы и их основные экспортные рынки: Англия, Турция, Египет и Австро-Венгрия. Хотя традиционные арабские методы выращивания считались «примитивными», тщательное изучение связанных с ними финансовых затрат показывает, что они были в конечном счёте более рентабельными, чем сионистско-еврейские предприятия, которые появились двумя десятилетиями позже.
Еврейские иммигранты второй алии, прибывавшие в 1917 году в подмандатаную Палестину, стали активно внедрять передовые методы выращивания, которые способствовали развитию яффской апельсиновой промышленности. Сотрудничество в выращивании и экспорте этих апельсинов было примером арабо-еврейского сотрудничества, несмотря на растущую политическую напряжённость.
К концу 1928 года евреи приобрели 30000 дунамов из 60000 дунамов апельсиновых рощ региона. Если до Первой мировой войны цена одного дунама земли в плодородной апельсиновой роще составляла 50—75 фунтов стерлингов, то к 1929 году те же рощи продавались за 150—200 фунтов стерлингов. В 1933 году производство апельсинов, принадлежащее евреям, обогнало производство апельсинов, принадлежащее арабам. К 1939 году апельсиновые сады, принадлежащие евреям и арабам, в Палестине занимали 75 000 акров (300 км²), на них работало более 100 000 человек, а их продукция была основным экспортным товаром. Во время Второй Мировой войны (1939—1945 гг.) выращивание цитрусовых пришло в упадок, и производство апельсинов, принадлежавших арабам, превысило производство, принадлежащее евреям.
После войны 1948 года выращивание апельсинов было представлено как «первопроходческий проект рабочего движения», в котором «не было никакого арабского присутствия».

## Наследие
Яффские апельсины собирают в Израиле и на палестинских территориях в период с ноября по март, а сезон продаж начинается в сентябре и продолжается до апреля. Более половины годового урожая экспортируется, и Израиль является основным поставщиком других цитрусовых в Европейский союз. В 1950-х и 1960-х годах яффские апельсины стали символом израильского государства. Общее снижение значимости сельского хозяйства для экономики Израиля, крайняя ограниченность доступных водных ресурсов и зависимость от рабочих-мигрантов привели к снижению производительности. Несмотря на то, что Израиль продолжает экспортировать большое количество цитрусовых в Европу, его производственные отрасли, такие как добыча алмазов и производство точных инструментов, находятся в тени.
Яффский апельсин также известен тем, что дал городу Тель-Авив-Яффа прозвище «Большой апельсин».
Апельсин также является символом палестинцев. «Страна грустных апельсинов» (араб. أرض البرتقال الحاين) — название известного рассказа палестинского журналиста и писателя Гассана Канафани, который исследует Накбу глазами маленького ребёнка, который жил и вырос в апельсиновой роще в Палестине. Апельсин — сильный символ связи палестинцев со своими землями и огромных потерь, которые они понесли.